# FNS26時間テレビ (2009年)
『FNSの日26時間テレビ2009 超笑顔パレード 爆笑!お台場合宿!!』（FNSのひ26じかんテレビ 2009 ちょうえがおパレード ばくしょう!おだいばがっしゅく!!）はフジテレビ系列で2009年7月25日（土曜日）19:00 - 7月26日（日曜日）20:54（JST）まで生放送された23回目となる『FNS26時間テレビ』。ハイビジョン制作。

## 概要
番組テーマは前回の「笑顔」に新たに「感動」が追加された「笑顔と感動」。当時、フジテレビを代表するクイズ番組だった『クイズ!ヘキサゴンII』をベース・メインとし、『ヘキサゴンII』から総合司会に島田紳助、進行役に中村仁美が起用された。
例年の27時間から26時間に短縮された理由は、日曜日21時台に日本テレビ系列にて当時紳助が司会を務めていた『行列のできる法律相談所』が放送されていた事が関係している。
本番組を最後に、紳助が野久保直樹が今後の『ヘキサゴンII』の出演及び芸能活動を休止する旨を発表した。これは番組のグランドフィナーレで総合司会の紳助が明らかにしたもので、休止の理由など詳細はこの時は明らかにされずエンディングに入った。野久保は翌年に芸能活動を再開したものの、本放送に出演する事は無く本番組への出演がヘキサゴンへのラスト出演となった（放送終了後の2011年11月に開催された最後のコンサートには、サプライズゲストとして登場）。
なお、翌年も『ヘキサゴンII』主体で『FNSの日 26時間テレビ2010 超笑顔パレード 絆 爆笑!お台場合宿!!』が放送された。

## 出演者

### 総合司会
- 島田紳助

### 進行
- 中村仁美（当時フジテレビアナウンサー）

### 出題
- 牧原俊幸（当時フジテレビアナウンサー）

### ナレーション
- 田中真弓

### インフォメーションアナウンサー
- 加藤綾子（当時フジテレビアナウンサー）
- 椿原慶子（フジテレビアナウンサー）

### ヘキサゴンファミリー
○は「FNS各局対抗三輪車12時間耐久レース」クイズ!ヘキサゴンII選抜「チーム板東」参加者。
- アラジン
  - 羞恥心
    - つるの剛士
    - 上地雄輔
    - 野久保直樹

  - Pabo
    - 里田まい（カントリー娘。）
    - スザンヌ
    - 木下優樹菜
- アンガールズ
  - 山根良顕
  - 田中卓志
- 大沢あかね
- オードリー[3]
  - 若林正恭
  - 春日俊彰

- 岡田圭右（ますだおかだ）
- 神戸蘭子
- クリス松村
- 小島よしお○
- 金剛地武志○（メカニック）
- 崎本大海
- さとう里香
- 品川庄司○
  - 品川祐
  - 庄司智春
- ダンディ坂野
- 辻希美

- 波田陽区○（メカニック）
- 板東英二○（総監督）
- FUJIWARA
  - 藤本敏史
  - 原西孝幸
- 水野裕子○
- misono
- 南明奈
- 元木大介
- 矢口真里○
- 山里亮太（南海キャンディーズ、「カシアス山里」名義）
- 山田親太朗
- 渡辺正行
- ラサール石井

### フジテレビアナウンサー
- 中野美奈子（全国弾丸イベント）
- 三宅正治（三輪車12時間耐久レース 総合実況）
- 遠藤玲子・宮瀬茉祐子（三輪車12時間耐久レース レポーター）
- 長谷川豊・榎並大二郎・中村光宏・戸部洋子・川端健嗣（三輪車12時間耐久レース　アナウンサーチーム）
- 渡辺和洋（イカダマラソン レポーター）
- 伊藤利尋（『ネプリーグ』・『VS嵐』ナレーター）
- 西山喜久恵（さんま・中居の今夜も眠れない）
- 平井理央（『すぽると!』）
- 本田朋子（『すぽると!』・『ペケ×ポン』）
- 福永一茂（F1ハンガリーグランプリ予選ハイライト実況）
- 斉藤舞子（『笑っていいとも!増刊号』スペシャル）
- 福井謙二（フジテレビ新人アナ披露2009立会人）
- 田代尚子（FNNニュース/25日夜）
- 野島卓（FNNニュース/26日朝・昼）
- 境鶴丸（同コーナー/26日夕方）

### 新人アナウンサー
- 立本信吾
- 福井慶仁
- 松村未央
- 山中章子

### ゲスト
- 須藤悟 - 三輪車レースの総合実況の三宅正治のアシスタント役で元FM青森の男性アナウンサー
- ガダルカナル・タカ
- 西川史子 - イカダマラソンの応援
- モーニング娘。（高橋愛・新垣里沙・亀井絵里・道重さゆみ・田中れいな・久住小春・光井愛佳・ジュンジュン・リンリン）の現役メンバーと中澤裕子・保田圭・吉澤ひとみ・紺野あさ美・小川麻琴の卒業メンバー - 三輪車レース・応援
- 藤本美貴 - 夫である庄司の応援
- 上村愛子 - 長野モーグラーズへのサプライズメッセージ。
- 天海祐希 - 映画『アマルフィ 女神の報酬』の宣伝で出演。「三輪車12時間耐久レース」表彰式プレゼンターとして登場。

## 番組ネット局
FNS加盟28局（放送日時点）中、テレビ大分を除くフルネット局26局、クロスネット局1局が放送した。テレビ宮崎以外は全て25日19:00 - 26日20:54の26時間を生放送した。
- クロスネット局であるテレビ大分は通常の土曜日・日曜日の編成がNNN・NNS中心となっているため放送せず、FNS同時ネットの時間帯には遅れネット番組の放送時間を移動させて対応した。また、26日昼のニュースは放送せず、夕方のニュースは自主制作となった。
- テレビ宮崎は日本テレビ系・テレビ朝日系とのトリプルネットであり、途中『NNNニュース』（25日24:35 - 24:50）および『ANNニュース』（26日11:50 - 12:00）を同時ネットするため一時的に飛び降りた。フジテレビは飛び降り点を設けたが、飛び乗り点は設けなかった。

## 主な放送企画・コーナー

### メイン企画
「泣いてもいいですか」全国縦断弾丸イベント
フレンズ（つるの剛士&崎本大海）・上地雄輔・野久保直樹の4人（上地と野久保の参加で羞恥心復活が実現した。）が各都市 を回り、そこでテーマソング「泣いてもいいですか」を合唱。録音してお台場で大合唱を行う企画。山里・進行役の中野美奈子が付き添いとして参加した。
FNS27局対抗!三輪車12時間耐久レース
FNS27局の代表に唯一の芸能人チームであるTEAMヘキサゴンと唯一の海外招待チームであるチームトライシクルズを含めた全29チームで争う。FNS局対抗戦としては2022年現在でも唯一無二の国際大会として開催。正式名称は「ワールド・トライシクル・クラシック〜三輪車 世界一決定戦〜」であり大会はフランスのル・マン24時間耐久レースを模した三輪車耐久レースを行った。チーム編成は監督1名・選手4名（女性を1名以上・FNS各局の代表はアナウンサーを1名以上含む）・チームスタッフ4名の最大9名。土曜日にタイムトライアル方式の予選が行われ、代表者2名の合計タイムで順位を決定（同タイムが複数のチームに現れた場合は速い方のタイムを採用。それでも同タイムの時にはもう一方のタイムを採用）。日曜日の本選では4名の選手が交代で走行（1名につき60分以内で交代）し、7:30 - 19:30の間に最も多くの周回数を稼いだチームの優勝となる。完走チームはレース後のインタビューで思いを披露する事が出来る。ただし優勝チームの周回数の3分の2を走らないと完走と認められない。このルールによって福島テレビ・テレビ長崎・テレビ宮崎は完走しながらリタイア扱いとなった。
優勝したチームには優勝トロフィーと副賞として海外旅行会社のHISが提供する日本で唯一のオフィシャル兼公認ツアーの映画『アマルフィ 女神の報酬』のロケ地と4つの世界遺産を巡るイタリア周遊・8日間の旅がチーム全員分に贈られる。
イカダマラソン
ラクダとカッパのメンバーのクリス・山根が挑戦したが、白鬚橋付近でリタイアとなり、完走はならなかった。しかし、何とか番組終了までに間に合わせるため船でイカダをお台場まで運んでもらい無理矢理ゴールという形を取った。また国土交通省の指導によって、出発は26日朝まで延長され、それまでは事前に準備した材料を使ってイカダ作りに取り組んだ。

### 土曜日
グランドオープニング
紳助の約1分間の挨拶・タイトルコールでスタートし、番組の内容や目玉企画等を紹介した。
フレンズ&野久保・上地、中野による「泣いてもいいですか」の全国縦断弾丸イベントのスタート地点となる東京中継が行われた（お台場合衆国のオダイバランド内にあるハッピースタジアム）。
三輪車レース 前夜祭
TEAMヘキサゴンも含めた日本の全28チームの予選結果をカウントダウン形式で伝えた。これ以降、矢口真里・庄司智春・水野裕子・小島よしおの4人は翌日の三輪車・決勝レースの体力準備の為に見学という形での参加となる。
ヘキサゴン 予選ペーパーテスト結果発表
『ヘキサゴンII』の予選ペーパーテストの結果発表をCMを挟んで前半・後半に分けて発表した。なお三輪車チームの4人は飛ばす形で発表した。
クイズ!ヘキサゴンIIスペシャル
ルールは早押しクイズ。この後の『ネプリーグ』・『いいとも』などに参加するメンバーを決めるために行われた。クイズに正解すると「やること決めルーレット」の1 - 23までの数の中から自分の任意の数字を1つだけ選び、その後直ぐにスタートするルーレットでその止まったコーナー（役割）に出演するというものだった。しかし、実際には出演が決まったコーナーのメンバーだけで行うのではなく、知識的・体力的な面を考慮して多数のメンバーで挑んでいた。
なお坂野はヘキサゴン事前スペシャルにて、「警官の格好をして、寝ている人を見つけたらテンカウントをし、起きなかったらゲッツをする」という役割を与えられた（放送中にゲッツをされたのは、渡辺のみ）。
ネプリーグVSヘキサゴン
ネプチューンチーム：ネプチューン（名倉潤・原田泰造・堀内健）・ゴルゴ松本（TIM）・ビビる大木
ヘキサゴンチームはキャプテンの紳助と「やること決め」で決められた田中・元木・山田・辻、さらにサポーターとしてPabo・渡辺・ラサールが参加。結果はネプチューンチームの勝利。
ヘキサゴンチームは罰ゲームとして、控え室で寝る事になった。
ヘキサゴンプレゼンツひょうきんベストテンスペシャル
出演：島崎俊郎（アダモステの衣装で登場）
『ヘキサゴンII』で生まれたユニットの曲をベストテン方式で第10位からカウントダウン形式で紹介。
ひょうきんベストテンでのキャラクター乱入・仕掛けを再現し、島崎扮するアダモステに西川のりおとフラワーダンシングチーム など、『ひょうきん族』で登場したキャラクターの乱入・『オールスター感謝祭』でも恒例のローション仕掛けも出た。

### 日曜日
さんま・中居の今夜も眠れない
出演：明石家さんま・中居正広（SMAP）
当時の27時間テレビ深夜帯の恒例企画。総合司会の紳助が4年ぶりにゲスト出演。また、ビートたけしが生中継で2年連続出演。
今回もすぽると!はこのコーナー中に行われ、平井・本田がスポーツの結果を伝えた。
めちゃイケVSヘキサゴン 真夜中の大かま騒ぎスペシャル（めちゃ²イケてるッ!スペシャル）
出演：ナインティナイン（岡村隆史・矢部浩之、矢部はコーナー司会）・加藤浩次・よゐこ（濱口優・有野晋哉）・増田英彦（ますだおかだ）・ブラックマヨネーズ（小杉竜一・吉田敬）・はんにゃ（金田哲・川島章良）・フルーツポンチ（村上健志・亘健太郎）
この番組の中で紳助が、交際が報じられているFUJIWARAの藤本・木下について真相を赤裸々に暴露した。
終盤でイカダマラソンがスタートし、スターター・号砲は紳助が担当した。
F1ハンガリーグランプリ予選ハイライト（録画放送）
解説・片山右京
FNS27局対抗!三輪車12時間耐久レース チーム紹介・発走
お台場特設サーキットから生中継。発走前後の3部に分けて出走チームを紹介。
コーナーの途中で「泣いてもいいですか」の全国縦断弾丸イベントの札幌会場（札幌ドーム）から中継があった。
朝食決め!早押しクイズ
1問1答の早押しクイズで正解すれば、早抜け順に朝食を食べる事が出来るが、残った3人は食べられない。
朝食バイキングはラサール・岡田・原西・渡辺が獲得。
おにぎりセットは田中・藤本・元木・里田・春日が獲得。
食パンは若林・南・スザンヌ・神戸が獲得。
ペケ×ポンペケポン川柳VSヘキサゴン
出演：くりぃむしちゅー（有田哲平・上田晋也、上田はコーナー司会兼進行）・タカアンドトシ（タカ・トシ）・柳原可奈子
ナレーション：平泉成
「朝食決め!早押しクイズ」で勝ち抜けなかったmisono・山田・辻の3人が朝食を賭けたラストチャンスとして、紳助をリーダーに加えて『ペケ×ポン』レギュラーチームと『ペケ×ポン川柳』対決。結果はペケポンチームの勝利で、結局この3人は朝食抜きとなった。
FNS27局対抗!三輪車12時間耐久レース
『モーニング娘。』の当時の現役メンバーが最新シングル・「なんちゃって恋愛」を歌い、三輪車の全参加者を応援した。
曲中・曲後には矢口の腕にカメラが寄って『モーニング娘。』のメンバーが矢口の為に作ったミサンガを映し出して画面上のワイプには辻希美が映していた。
笑っていいとも!増刊号生スペシャル
司会：森田一義（タモリ）
アシスタント：いいとも少女隊（鈴木凛・渡辺直美）・斉藤舞子
月曜レギュラー：香取慎吾（SMAP）・石原良純・ガレッジセール（川田広樹・ゴリ）・劇団ひとり
火曜レギュラー：中居正広（SMAP）・さまぁ〜ず（三村マサカズ・大竹一樹）・タカアンドトシ・柳原可奈子
水曜レギュラー：おすぎ・ピーコ・千原ジュニア（千原兄弟）・マリエ・DAIGO（BREAKERZ）
木曜レギュラー：南野陽子・山口智充・青木さやか・チュートリアル（徳井義実・福田充徳）
金曜レギュラー：草彅剛（SMAP）・関根勤・久本雅美・大島美幸（森三中）・オリエンタルラジオ（中田敦彦・藤森慎吾）
Pabo（里田・スザンヌ・木下）・南・岡田・ラサールとサポーターの田中が参加。前年（『FNS27時間テレビ』）総合司会の明石家さんまと同様に総合司会の紳助が当コーナーの「テレフォンショッキング」に生出演した（紳助の出演は1987年以来22年振り。前々日の明石家さんまからの紹介）。お友達はフレンズを紹介したが、電話がなかなか繋がらず、結果的にCM明けでようやく大阪会場のつるの達に繋がった。
テレフォンショッキングの他、各曜日レギュラーにヘキサゴンチームを加えて「曜日対抗!いいとも選手権in2009夏」を生放送で実施。なお、ヘキサゴンファミリーでありいいとも!レギュラーでもある南は月曜チーム（当時）、里田（当時火曜レギュラー）はヘキサゴンチームに入った。
いいとも選手権に使用された種目は次の3つ。「ドキドキアンケート だんだん減らしまSHOW」から始まって「ザ共通10」と来て最後は一発大逆転を賭けた「ニャニャニャミュージック」という順番で優勝を争われた。
水曜レギュラーの爆笑問題は裏番組の『サンデージャポン』（TBSテレビ）の生放送終了後に駆けつけるが、終了時間が早かった為出演しなかった
水曜レギュラーのおすぎは途中退席した。
木曜レギュラーの笑福亭鶴瓶は特大号と同じく、こちらのスペシャルにも参加しなかった。
月曜チームは赤、火曜チームは緑、水曜チームはオレンジ、木曜チームはピンク、金曜チームは黄色、ヘキサゴンチームは青。
最初のステージ・だんだん減らしまSHOWは最後までクリア。すべてのチームが100ポイントずつ獲得。
優勝は火曜日チーム。
「泣いてもいいですか」全国縦断弾丸イベントin大阪
いいとも終了後に「泣いてもいいですか」の全国縦断弾丸イベントの大阪会場（長居スタジアム・現：ヤンマースタジアム長居）から中継があり、レベルファイブスタジアム（現：ベスト電器スタジアム）で予定していた福岡公演が平成21年7月豪雨に伴い中止となった事が大阪の中野アナと東京の中村アナの2人から報告された。これは大阪にいた中野アナの声が途中から聞こえなくなったこととテレビ宮崎が別番組（ANNニュース）を放送していた為に、その対応策として東京のスタジオに居た中村アナが同じ報告をしたからである。
FNS27局対抗!三輪車12時間耐久レース
この時間帯でフジテレビアナウンサーズチームの榎並大二郎は痙攣・脱水症状を起こした。起きたタイミング(本編の時間帯)は2つ上の笑っていいとも!増刊号生スペシャルのこの年のメインコーナーとして開催した曜日対抗!いいとも選手権生スペシャルの優勝チームが決定してスタジオに銀の紙吹雪が上がったのと同時のタイミングに起きていた。
ヘキサゴンVS嵐
出演：嵐（大野智・櫻井翔・相葉雅紀・二宮和也・松本潤）
FUJIWARA・渡辺とサポーターとして岡田・里田・スザンヌ・misono・辻・田中が参加。嵐が負けたら三輪車レースの応援に行くという賭けで戦った。
行われた競技はクリフクライム、ローリングコインタワー、ピンボールランナー、フォーリングパイプの4つで櫻井が全ての競技タイトルをコールしていた。
結果は嵐チームの勝利だったが、櫻井の申し出によって応援が実現した。
FNS27局対抗!三輪車12時間耐久レース
VS嵐でヘキサゴンチームに勝利した嵐のメンバー全員が、番組特製Tシャツに着替えてお台場サーキットで応援した。
フジテレビアナウンサーズチームの榎並大二郎アナは鹿児島テレビのチームチェリーボルケーノのスタッフの力も借りつつ戦線に、不死鳥のように復帰して来た。この不死鳥ぶり等が翌年の三輪車リポーターへの大役に一役買っていた。
HEY!HEY!HEY! MUSIC CHAMP生放送スペシャル
出演：ダウンタウン（浜田雅功・松本人志）
Pabo・アンガールズ・FUJIWARA・岡田・misono・南・神戸が参加。この模様は翌27日の『HEY!HEY!HEY!』でも放送された。
また「泣いてもいいですか」全国縦断弾丸イベントを終えて戻ってきた、つるの・崎本・野久保・上地・山里・中野の6人がスタジオに登場した。
JRA中央競馬実況中継『第45回函館記念（GIII）』（北海道文化放送（uhb）制作）
解説は井崎脩五郎、実況は吉田雅英（uhb）。この年は主開催場の函館競馬場がスタンドの改築工事等に伴い札幌競馬場からの中継。
FNS27局対抗!三輪車12時間耐久レース
此処ではこれまでの全チームの周回数を発表していた。
ヘキサゴン 番組対抗クイズパレード
はねるのトびらチーム（ピンクチーム）：キングコング（西野亮廣・梶原雄太）・ロバート（山本博・秋山竜次・馬場裕之）・ドランクドラゴン（鈴木拓・塚地武雅）・北陽（虻川美穂子・伊藤さおり）・インパルス（堤下敦・板倉俊之）
爆笑レッドカーペット&爆笑レッドシアターチーム（オレンジチーム）：今田耕司・高橋克実・ハイキングウォーキング（松田洋昌・鈴木Q太郎）・しずる（村上純・池田一真）・ジャルジャル（後藤淳平・福徳秀介）・ロッチ（中岡創一・コカドケンタロウ）・はんにゃ・フルーツポンチ・柳原可奈子・くまだまさし・もう中学生
12時間耐久レースの参加者・ラクダ（クリス松村）とカッパ（山根）以外のヘキサゴンファミリーと、ツアー終えて帰ってきたつるの・崎本・野久保・上地・山里が参加。
全4ステージ（番組対抗2ショットクイズ・番組対抗底抜けドボンクイズ・番組対抗縄跳びクイズ・番組対抗行列!早抜けリレークイズ）でステージごとに各チームが代表者を選出して対決。結果はヘキサゴンチーム（水色チーム）の優勝。
FNS27局対抗!三輪車12時間耐久レース
つるの・崎本・野久保・上地・山里のライブ組がサインボードをお台場の天空に高々に突き出しながら「ライトオン」と叫んでナイトセッションがスタートした。尚、ボードを高々と上げていたのはつるので、マイクで主音の音頭を取ったのは上地であった。
ライトオン時の音楽はEuropeのファイナル・カウントダウンであった。
サザエさん
紳助がゲストキャラクター役（磯野一家が家族旅行で宿泊した「民宿しま田」の主人役）で出演。サザエさんに紳助が声優出演したのは22年ぶり。
スタジオパートは『サザエさん』終了後のインフォメーションまでで残りの時間は全て、お台場サーキットからの中継でフィナーレまで行った。

### グランドフィナーレ
FNS27局対抗!三輪車12時間耐久レース いよいよゴール!
朝の『モーニング娘。』に加えて『ドリームモーニング娘。』の選抜メンバー（中澤裕子・保田圭・辻希美・吉澤ひとみ・小川麻琴・紺野あさ美のOG6人を含めた合計15名）に羞恥心とPaboの合体ユニット・アラジンが加わって最後のゴールに華を添えた。
TEAMヘキサゴン「板東JAPAN」のメンバーとして参加していた庄司の妻、藤本美貴が庄司には内緒で応援に駆けつけた。
解説兼サポーターの品川がチェッカーフラッグを振ったのと同時に垂直花火があがり12時間に及ぶ長い戦いが終了した。優勝したのは仙台放送チーム。予選1位でポールトゥウィンの完全優勝を目指した長野放送は3位（その長野チームに上村愛子選手本人からのメッセージが贈られた）。準優勝はテレビ静岡。レース途中に負傷した榎並大二郎アナ率いるフジテレビアナウンサーチームは8位（フジテレビアナウンサーチームは完走後の思いを披露した後は新人アナ披露を見届ける為にメインステージに移動していた）。唯一の芸能人チームとして参加したチームヘキサゴンは7位だった（チームヘキサゴンは完走後の思いを最初に話していたが小島よしおは優勝出来なかった悔しさ等で最初から涙声でインタビュー、水野裕子は悔しさの余り帽子が取れるハプニング、庄司智春は新妻の藤本美貴と共に時に相方の品川祐に突っ込まれながらインタビュー、そしてメインドライバーの矢口真里もモーニング娘。の後輩メンバーに対する笑顔と共に涙に暮れていた）。
総合閉会式を兼ねて行われた表彰式では、ゲストの天海が登場して優勝した仙台放送に優勝杯（トロフィー）と同副賞のイタリア旅行の小切手を贈呈した。
グランドフィナーレ
今年のフジテレビ新人アナ披露は立本信吾・松村未央・福井慶仁・山中章子の4人がアナウンス局長の福井謙二に紹介され、提供クレジットを読み上げた。
札幌・大阪で録音した音を流し、番組出演者全員で「泣いてもいいですか」を大合唱した。それと同時に、先述通り紳助の口から野久保の今後の芸能活動休止を発表した。紳助が三輪車参加者に深々と一礼をし、番組は幕を下ろした。

## 主題歌
- 泣いてもいいですか（ヘキサゴンオールスターズ）
総合司会の島田紳助が作詞した楽曲。2009年7月15日に発売。

## 視聴率
ビデオリサーチ調べ・関東地区・世帯
番組全体の平均視聴率は関東地区で13.8%、関西地区で17.0%だった。時間別最高視聴率は25日 21:00 - 23:00の20.5%で、26日 18:30 - 20:54の17.9%だった。瞬間最高視聴率は25.0%だった。
コーナー別視聴率（下記参照・関東地区）
| 視聴率 | 集計時間            | コーナー名                                                                 |
| ------ | ------------------- | -------------------------------------------------------------------------- |
| 15.5%  | 25日 19:00 - 19:30  | グランドオープニング                                                       |
| 15.5%  | 25日 19:30 - 21:00  | クイズ!ヘキサゴンIIスペシャル                                              |
| 20.5%  | 25日 21:00 - 23:00  | ネプリーグVSヘキサゴンスペシャル                                           |
| 15.5%  | 25日 23:00 - 翌0:30 | ヘキサゴンプレゼンツひょうきんベストテンスペシャル                         |
| 12.8%  | 26日 0:30 - 3:00    | さんま・中居の今夜も眠れない                                               |
| 07.2%  | 26日 3:00 - 5:30    | めちゃイケVSヘキサゴン 真夜中の大かま騒ぎスペシャル                        |
| 07.4%  | 26日 5:30 - 6:00    | F1ハンガリーグランプリ予選ハイライト                                       |
| 09.1%  | 26日 6:00 - 8:00    | FNS27局対抗!三輪車12時間耐久レース                                         |
| 14.4%  | 26日 8:00 - 9:00    | 朝食決め!早押しクイズ                                                      |
| 14.4%  | 26日 9:00 - 12:30   | ペケ×ポンVSヘキサゴン 笑っていいとも!増刊号生スペシャル                    |
| 13.3%  | 26日 12:30 - 15:00  | VS嵐VSヘキサゴン                                                           |
| 13.3%  | 26日 15:00 - 15:50  | HEY!HEY!HEY!VSヘキサゴン                                                   |
| 15.7%  | 26日 15:50 - 18:10  | クイズ!ヘキサゴンII 番組対抗クイズパレード                                 |
| 15.7%  | 26日 18:10 - 18:30  | FNS27局対抗!三輪車12時間耐久レース                                         |
| 17.9%  | 26日 18:30 - 20:54  | サザエさんスペシャル～三輪車 GOAL!／表彰式＆総合閉会式〜グランドフィナーレ |

## 関連番組
- 事前番組
  - 本番前㊙リハーサル!? FNS26時間テレビ2009前夜祭!!（2009年7月24日 21:00 - 22:52 『金曜プレステージ』枠） - テレビ大分は放送せず。『金曜プレステージ』非ネット局のテレビ宮崎は、遅れネットで放送。

一部生放送、リハーサルの模様も公開
  - キャンパスナイトフジ
  - FNS26時間テレビ本番直前! 緊急生放送 ウラ側全部見せます!!（2009年7月25日 16:00 - 17:25）

一部地域で生放送。司会はFUJIWARAと品川庄司。アシスタントは遠藤玲子と宮瀬茉祐子。フレンズ・羞恥心のお台場合衆国イベントを生中継。三輪車耐久レース予選他、リハーサルの裏側公開。FNS27局対抗!三輪車12時間耐久レースのお台場サーキットでは始球式とも言えるFUJIWARAと品川庄司の3人による始走式が行なわれた。
  - MUSIC FAIR―緊急特集ヘキサゴンファミリー総力コラボ（2009年7月25日 18:00 - 18:30）
  - もしもツアーズ （2009年7月25日 18:30 - 19:00）
- 事後番組
  - HEY!HEY!HEY! MUSIC CHAMP（2009年7月27日 20:00 - 20:54）
  - クイズ!ヘキサゴンII（2009年7月29日 19:00 - 19:57）
  - VS嵐（2009年8月1日 12:59 - 13:30 『バニラ気分』枠）※関東ローカル

## スタッフ
[FNSの日 制作実行委員会]
- - 実行委員長：崎山純一
  - 副委員長：鈴木克明
  - 事務局長：小林彰義
  - ネットワーク部：笠原賢一、大辻健一郎
- 構成：小笠原英樹
- 作家：板垣佳珠弓、伊藤雅司、伊藤正宏、大井洋一、大野ケイスケ、落合万里子、小野寺雅之、元祖爆笑王、北本かつら、倉本美津留、くらなり、酒井健作、榊暁彦、笹川勇、下田雄大、白川ゆうじ、鈴木おさむ、鈴木工務店、高須光聖、竹内真里、都築浩、とちぼり元、布広太一、堀雅人、町田裕章、松井洋介、横山雄一郎、渡辺鐘、渡辺真也
- クイズ問題監修：道蔦岳史、田中健一、日髙大介
- 音楽：斉藤文護、岩室晶子
- 振付：カーニバル三浦
- ナレーション：田中真弓、牧原俊幸（フジテレビアナウンサー）

〈フジテレビ技術〉
- - 技術プロデューサー：勝村信之、長田崇、松本英士
  - TD・SW：石田智男、岩沢忠夫、上藪直志、梅川修三、河西純、菊池謙、小林光行、坂本淳一、佐々木信一、先崎聡、高橋昭、田原健二、永野進、馬場雄二、藤田弘二、藤本伸一、藤本敏行
  - カメラ：石井友幸、井原伸之、江藤秀一、遠藤俊洋、小林知司、斉藤伸介、坂本逸郎、白石峰郎、鈴木憲弘、高田治、田辺絢一、長瀬正人、藤枝直人、藤江雅和、二見健二、村上信介、横山政照
  - 映像：熱田信、大西幸二、帯刀淳司、古川諭、小幡成樹、斉藤雄一、澤田将人、高橋正直、竹内貴志、谷古宇利勝、中井章晴、南雲幸平、西川明音、原啓教、水野博道、山下悠介
  - 音声：石川剛、大関満郎、片山勇、小清水健治、斉藤哲史、斉藤由佳、左口満寿、篠良一、鈴木洋介、高橋幸則、本間清孝、松永英一、森田篤、山田公次郎、吉村真人、和田啓之
  - 照明：朝倉康之、穴田建二、安藤雄郎、岩村信夫、岸本直樹、黒井宏行、小林敦洋、小林直貴、中原淳一、中村英二、西部民子、野崎政克、福元崇、本沢啓史、矢田雄一郎
  - 音響効果：笠松広司、川端智之、小堀一、西山知史、高田智彰、田中寿一、中田圭三、古屋ノブマサ、星裕介
  - 回線管制部：河村清太郎、島川徹平、天本光一、市村達也
  - 放送部：久保島春樹、田中涼子

〈フレンズ 中継技術〉
- - 札幌TD：中川学
  - 大阪TD：横山和明
  - 福岡TD：武富浩一郎 
    - フジテレビ・オール技術スタッフ

〈フジテレビ美術〉
- - 美術プロデューサー：清水淳司、大坊雄二
  - デザイン：棈木陽次、宮川卓也、吉田強、桐山三千代、越野幸栄、鈴木賢太
  - 美術進行：石田博己、林勇、村瀬大、中村秀美、西村貴則、内山高太郎、矢野雄一郎、楫野淳司、馬場啓友、平山雄大、伊藤則緒、足立和彦
  - CG：岡本英士、富井真、早川美和子、河野夏実、瀬井貴之、佐久間浩一、秋里直樹
  - CGデザイン：千代祥子
  - 電子タイトル：白石浩一
  - CG送出：齋藤芳崇、菅原大吾
  - 大道具：那須野清、松本達也、竹田勝美
  - アクリル装飾：松本健、斉藤祐介
  - 特殊装置：青木紀和
  - 電飾：照喜名紀央
  - アートフレーム：永濱大作
  - 視覚効果：藤本茂
  - 装飾：高橋尚孝
  - マルチ：丸山明道
  - 衣裳：津嶋真優
  - メイク：柳井愛理
  - 持道具：土屋洋子 
    - フジテレビ・オール美術スタッフ
- スタイリスト：波多野としこ、あべひろみ、遠藤美紀、佐藤慶明
- VTR編集：酒井大輔、木村雅史、山崎洋、佐川正弘、伊藤賢俊
- VTRMA：土屋信、阿部雄太、和光康彦
- 技術協力：八峯テレビ、ニューテレス、共同テレビジョン、FLT、マルチバックス、サンフォニックス、明光セレクト、IMAGICA、4-Legs、BABY SOUND LUCK、J-WORKS、デジタルサーカス、OKK、ぴーたん、キャニットG、SYS、スカラべスタジオ、インターナショナルクリエイティブ、ケネックジャパン、笑カンパニー、田中電設工業、テクノネット、東京オフラインセンター、共立、デジデリック、ビデオスクエア、大阪共立、東邦航空、黒澤フィルムスタジオ、横浜ステージプラン、三穂電機、アンバーライト
- 制作協力：D:COMPLEX、FCC、TVBOX、THE WORKS、アルファ・グリッド、カイエン、ビッグノオ、HIHO-TV、グスク、PONY CANYON INC.
- 協力：吉本興業、浅井企画、アップフロントエージェンシー、オフィス北野、ジャニーズ事務所、人力舎、田辺エージェンシー、ワタナベエンターテインメント/キョードー東京、フジパシフィック音楽出版、ddTV、アドゲイプロモーション、スガタクリエイティブ、ブランチ、WESS、キョードー大阪、キョードー西日本、株式会社ジール、勝どきマリーナ、日本ドラゴンボート協会、大正大学碧水会カヌー部、クリーク&リバー、オンリーユー
- 編成部：熊谷剛、高瀬敦也、塩原充顕
- 営業推進部：藤井修、辻貴之
- スポーツ局：藤山太一郎、岸原秀治、岡泰二
- 広報部：正岡高子、鈴木麻衣子
- 広告宣伝部：平井隆
- データ放送：阪本隆太、副島史郎
- モバイル：濱田俊也、二宮麻都子
- タイムキーパー：松下絵里、楮本眞澄、石井成子、斉藤裕里、山口美香、江野澤郁子、石原由季、平井冴子、平野美紀子、槇加奈子、山口奈保美、水越理恵、髙木美紀、海老澤廉子、星美香
- デスク：林田直子、三浦理沙、中成子、田中宏美
- アシスタントディレクター：堀川香奈、安田太地、小筆克俊、信國和敏
- アシスタントプロデューサー：前田理恵子、渡辺幸子、中附智貴
- フジテレビディレクター：神尾昌宏、徳舛充人、金只和史、小仲正重、夫馬教行、古賀太隆、庄司孝、柴田真、秋山将慶、疋田雅和、松本祐紀、荒木浩二、井上陽二、武田直也、布川英樹、高嶋秀一、池田治、木月洋介、藪木健太郎、田中孝明、吉田享史、笹木成人、岩田徹、田中友洋、島本亮、中村英樹、福浦与一、有川崇、原武範、尾越功、出口敬生、萬匠祐基、城間康男、戸渡和孝、北村要、松本泰治、神田洋昭、井上洋平、田中真之、花輪和伯、枝松治義、吉筋公美、武田誠司、西原信行、姉崎正広、古澤光広、菅剛史、黒田源治、瓜生夏美、唐雅則、佐藤一輝、曾根珠江、鷹見睦、佐藤正樹
- チーフディレクター：早川和孝（ファクト）
- フジテレビプロデューサー：小野謙吾、伊秩実、朝妻一、狭間英行、坪井貴史、山本布美江、黒木彰一、金佐智絵、中嶋優一、鈴木浩史、石川綾一、春名剛生、及川俊明、金井尚史、佐々木将、朝倉千代子、近藤真広、仲村孝明・片岡飛鳥
  - フジテレビバラエティ制作センター オールスタッフ
- 本部プロデューサー：三浦淳/西雅史、大川泰、小澤英治/小松純也、宮道治朗、石井浩二
- 制作統括：加茂裕治、小須田和彦、清水宏泰
- 演出：奥村達哉（D:COMPLEX）、渡辺琢
- 監修：三宅恵介
- 制作総指揮：港浩一
- 総合プロデューサー・総合演出：神原孝
- 制作著作：フジテレビ/フジネットワーク27社